# Acletoxenus
Acletoxenus is een vliegengeslacht uit de familie van de Fruitvliegen (Drosophilidae).

## Soort
- A. formosus (Loew, 1864)